# Hum
För andra betydelser, se Hum (olika betydelser).
Hum (italienska: Colmo, tyska: Cholm) är en medeltida stad i centrala Istrien, Kroatien. Det är världens minsta stad med bara 23 invånare (Guinness rekordbok). Staden är ganska gemytlig, med fina små gränder och bara en gata. Det finns även en restaurang, kyrka och ett par butiker. Hum ligger nära den större orten Buzet.